# Notoxus unifasciatus
Notoxus unifasciatus là một loài bọ cánh cứng trong họ Anthicidae. Loài này được Pic miêu tả khoa học năm 1947.